# Oceanic (schip, 1871)
De RMS Oceanic was het eerste stoomschip van de Oceanic Steam Navigation Company of de White Star Line. Het schip luidde een geheel nieuwe trend in in de trans-Atlantische scheepvaart. Het was 3707 brt groot en zeer luxueus. Het schip had 4 masten en een stoommachine.

## Keizerlijk jacht
De romp was van staal gebouwd en was onderverdeeld in elf waterdichte compartimenten. De Oceanic kon 166 eersteklas en 1000 derdeklas passagiers meenemen met een bemanning van 143. White Star had kosten noch moeite gespaard en de pers beschreef het schip als "keizerlijk jacht".
De Oceanic kwam voor het eerst in de vaart toen het vertrok uit Liverpool op 2 maart 1871 met slechts 64 passagiers, onder kapitein Sir Digby Murray. Niet lang na vertrek moest het schip terugkeren vanwege oververhitte lagers. De reis kon voortgezet worden op 16 maart. Vanaf dat punt was de Oceanic een succes voor White Star.

## Innovatief
Innovatieve dingen waren onder andere het plaatsen van de eersteklas passagiers in het midden van het schip, weg van de vibratie van de motoren en met het minste last van de scheepsbewegingen. Derdeklas passagiers werden voor en achter geplaatst. Er was voldoende ruimte in de eersteklas eetzaal om alle eersteklas passagiers te plaatsen. De poorten waren ook veel groter dan op andere schepen van die tijd. Er was stromend water voor bijna alle, zo niet alle hutten van de eersteklas. Er waren elektrische bellen om bediendes te waarschuwen.
Drie zusterschepen werden snel daarna gebouwd: de Atlantic, de Baltic en de Republic. Deze hadden vrijwel dezelfde afmetingen met afwijkingen in tonnage.
In januari 1872 werd de Oceanic omgebouwd, waarbij er een grotere boeg werd geplaatst om te voorkomen dat er bij hoge zee golven zouden overslaan. Twee nieuwe stoomketels werden er bijgeplaatst om de stoomdruk te verhogen en daarmee het vermogen van de motor. De vier masten werden verkort.

## Occidental & Oriental Steamship Company
De Oceanic bleef voor de White Star line varen op de Liverpool-New York route tot 11 maart 1875. Hierna werd het schip vercharterd aan Occidental & Oriental Steamship Company, voor een dienst tussen San Francisco, Yokohama en Hongkong. White Star leverde de officieren, terwijl de bemanning Chinees was. Het schip zelf behield de White Star kleuren, maar voerde de O&O vlag. Tijdens de reis van Liverpool naar Hongkong zette de Oceanic een snelheidsrecord voor die route. In december 1876 zette het schip het record op de Yokohama-San Francisco route en brak dat record in november 1889, in 13 dagen, 14 uur en 5 minuten.

## Aanvaring
Op 22 augustus 1888 kwam de Oceanic in aanvaring met de kuster City of Chester net voorbij de Golden Gate-brug; het laatste schip zonk waarbij 16 opvarenden omkwamen.
In 1895 kwam de Oceanic weer onder beheer van White Star die van plan was het weer in dienst te nemen. Het werd naar Harland and Wolff gebracht om een andere motor in te bouwen, maar na inspectie werd besloten dat het economisch niet haalbaar was. In plaats daarvan werd het voor de sloop verkocht. Het verliet Belfast voor de laatste reis op 10 februari 1896 onder sleep voor een sloopwerf aan de Theems.